# The Royalettes
The Royalettes, ook wel Sheila Ross & her Royalettes, was een Amerikaanse meidengroep uit Baltimore, die de sweet soul-stijl van de midden jaren 1960 vertegenwoordigden.

## Bezetting
- Sheila Ross[4]
- Veronica Brown[5]
- Anita Ross[6]
- Terry Jones[7]

## Geschiedenis
De twee zuster Ross formeerde hun muziekgroep tijdens hun verblijf op de highschool in Baltimore. Ze oefenden na schooltijd met hun nicht Veronica Brown en vriendin Terry Jones. Toen ze samen begonnen op te treden in 1962, nam de groep de naam aan van het Royal, een zwart theater in de Pennsylvania Avenue in Baltimore, dat werd gebouwd in 1921 en werd gesloopt in 1970.
De grootste hit van The Royalettes was It's Gonna Take a Miracle in 1965, die zich plaatste in de Billboard Hot 100 (#41) en de Billboard r&b-hitlijst (#28). De song had meer succes als cover, eerst door Laura Nyro in 1971 en later door Deniece Williams in 1982, die de top 10 haalde en de toppositie in de r&b-hitlijst.
The Royalettes hadden een andere hit in 1965 met I Want to Meet Him (#72 Hot 100, #26 r&b). MGM Records bracht twee albums van de groep uit, geproduceerd, gearrangeerd en mede geschreven door Teddy Randazzo. Deze gaf de groep een grote productiesound met een volledig orkest, maar niettegenstaande de algemene kwaliteit van de nummers en het veelbetekenende gejuich bij hun liveoptredens, werd de groep een groot succes niet gegund. Een laatste single, geproduceerd door Bill Medley haalde ook de hitlijsten niet. De groep wisselde naar Roulette Records in 1967, voordat ze twee jaar later werden ontbonden. Daarna werkte Sheila kort als achtergrondzangeres voor The Three Degrees en had ze twee solosingles uitgebracht tijdens de vroege jaren 1970.
Een terugblikkende cd werd uitgebracht laat 2010 van al hun MGM-nummers, met inbegrip van de 27 songs die werden geproduceerd door Randazzo voor de twee albums, plus een andere origineel uitgebrachte op single.

## Reünie
Meer dan dertig jaar nadat de groep werd ontbonden, kwam ze in 2003 weer samen voor een All-Star Classic Reunion-optreden bij de 5th Regiment Armory in Baltimore. Dit was hun laatste optreden als groep.

## Discografie

### Singles
- 1963: No Big Thing / Yesterday's Lovers (Chancellor C-1133)
- 1963: Wille the Wolf / Blue Summer (Chancellor C-1140)
- 1964: Come to Me / There He Goes (Warner Brothers 5439)
- 1964: Don't You Cry / He's Gone (MGM K13283)
- 1965: Poor Boy / Watch What Happens (MGM K13327)
- 1965: I Want to Meet Him / Never Again (MGM K13405)
- 1965: It's Gonna Take a Miracle / Out of Sight, Out of Mind (MGM K13366)
- 1966: When Summer's Gone / Love Without an End (MGM K13588)
- 1966: It's a Big Mistake / It's Better Not to Know (MGM K13507)
- 1966: (He Is) My Man / Take My Love (and Hide It From My Heart) (MGM K13627)
- 1966: You Bring Me Down / Only When You're Lonely (MGM K13451)
- 1966: An Affair to Remember (Our Love Affair) / I Don't Want to Be the One (MGM K13544)
- 1967: River of Tears / Something Wonderful (Roulette R-4768)
- 1986: It's Gonna Take a Miracle / My Boyfriend's Back (Eric Records 4109) – met The Angels
- 1993: It's Gonna Take a Miracle / I Want to Meet Him (Collectables COL 4350)

### Studioalbums
- 1965: It's Gonna Take a Miracle (MGM E4332)
- 1966: The Elegant Sound of the Royalettes (MGM E4366)

### Compilaties
- 1995: The Velvelettes Meet The Royalettes (Marginal Records MAR 017) – met The Velvelettes
- 1996: It's Gonna Take A Miracle - The MGM Sides (Ichiban Records SCL 2110-2)
- 2004: The Singles Collection (Black Tulip BTCD-39219)
- 2010: It's Gonna Take A Miracle: The Complete MGM Recordings (RPM Records RETRO 879)